# Little Joe 5
Little Joe 5, foi o primeiro teste não tripulado da espaçonave Mercury, usando o foguete Little Joe como parte do Programa Mercury. 
O objetivo era testar uma capsula Mercury de produção (a de número 3 nesse caso) e o sistema de escape no lançamento durante 
uma decolagem simulada numa situação de pressão dinâmica máxima. 
O lançamento ocorreu em 8 de novembro de 1960 a partir da Instalação de Voo Wallops, Virginia, Estados Unidos. Dezesseis segundos depois da decolagem, o acionamento do foguete de escape e a liberação da torre de escape, ocorreram simultaneamente e de forma prematura. Além disso, o sistema de separação da capsula também não funcionou. Com isso, todo o conjunto foi destruído quando caiu no Oceano.
O Little Joe 5, atingiu 16,2 km de altitude e um alcance de 20,9 km. Alguns restos, tanto da capsula, quanto do foguete, foram recuperados do fundo do Mar para análise pós-voo.